# カール・フリードリヒ・アーベル
カール・フリードリヒ・アーベル（Carl Friedrich Abel, 1723年12月22日 - 1787年6月20日）は、ドイツ出身の作曲家。ヴィオラ・ダ・ガンバの名手であり、貴重な作品を残した。

## 生涯
アンハルト＝ケーテン公国のケーテンに生まれる。父親のクリスティアン・フェルディナンド・アーベルは、ヨハン・ゼバスティアン・バッハが楽長を務めていた時のケーテン宮廷楽団の首席ヴィオラ・ダ・ガンバおよびチェロ奏者だった。ライプツィヒのギムナジウム Thomasschule で学んだと言われる。1748年、ヨハン・ゼバスティアン・バッハの推薦で、ドレスデンのヨハン・アドルフ・ハッセの宮廷楽団に入ることができ、そこに10年間在籍した。1759年、イギリスに渡り、シャーロット王妃お抱えの室内楽奏者となった。ロンドンで自作の演奏会をし、さまざまな楽器を演奏した。その楽器の中には、新しく開発されたバリトン (弦楽器)も含まれる。
1762年、ヨハン・ゼバスティアン・バッハの11番目の息子、ヨハン・クリスティアン・バッハとロンドンで合流。二人の友情は、1764年から1765年にかけて、イングランド初の予約制定期演奏会として有名な「バッハ＝アーベル・コンサート」をスタートさせることになる。この演奏会には、多くの著名な演奏家が出演し、またフランツ・ヨーゼフ・ハイドンの作品をイギリスで初めて演奏した。
演奏会を主宰していたのはテレサ・コーネリーズという引退したオペラ歌手で、ソーホー・スクエアのカーライル・ハウスに演奏会場を所有していた。しかし、演奏会が大当たりしたことで、1774年、ヨハン・クリスティアン・バッハ、ジョヴァンニ・ガッリーニと共同でコンサート会場ハノーヴァー・スクエア・ルームズを設立、1775年独立し、アーベルが後を引き継ぐが、経営は苦しくなった。1782年、ヨハン・クリスティアン・バッハが亡くなり、事業は破綻してしまった。演奏家としての仕事があったが、酒に溺れ、1787年6月20日、亡くなる。ロンドンのセント・パンクラス・オールド教会に埋葬された。彼の傍らには愛用のヴィオラ・ダ・ガンバが納められたと伝えられている。
1764年、少年モーツァルトがロンドンを訪れた際、勉強のために筆写したアーベルの曲が、『交響曲第3番 変ホ長調 K. 18』（原曲は1767年に出版された『6つの交響曲集 作品7』の第6曲）として　ケッヘル目録に載り、19世紀にはモーツァルトの作品として有名になった。
ブライトコプフ・ウント・ヘルテル社の『旧モーツァルト全集（Alte Mozart-Ausgabe）』でも　モーツァルトの作品とされていたが、後にアーベルのものだと判明している。

## 代表作
（article on Abel fr.wikipedia.orgのリストから。一部修正）
- 6つの序曲または交響曲集 作品1
- 6つのヴァイオリン（またはフルート）と通奏低音のためのソナタ集 作品2
- 鍵盤楽器、ヴァイオリン（またはフルート）、チェロのための6つのソナタ集 作品5

（チェロは随意）
- 6つの交響曲集 作品7
- 6つの交響曲集 作品10
- ハープシコード（ピアノフォルテ）と弦楽のための6つの協奏曲 作品11

（弦楽の編成は第1ヴァイオリン、第2ヴァイオリンとチェロ（コントラバス））
- 6つの交響曲集 作品17
- 無伴奏ヴィオラ・ダ・ガンバのための小品集 WKO 186-212

## アーベルの使用した楽器について
2009年3月27日近江楽堂にて行われたアーベルの「ガンバのための27の小品」全曲演奏会のパンフレットに音楽学者の赤塚健太郎はアーベルは6弦の楽器を演奏していたと断わりを入れているが楽譜のファクシミリ版を見ても6弦では不可能であり、7弦で無いと演奏は無理である。実際、この演奏会でソリストを務めた品川聖は7弦のガンバを使用していた。トマス・ゲインズバラの肖像画だけで判断するのは危険である。肖像画が真実を語っているとしたら、18世紀の君主は鎧を着用して執務していたことになる。

## 参照
- この記事にはアメリカ合衆国内で著作権が消滅した次の百科事典本文を含む: Chisholm, Hugh, ed. (1911). "Abel, Karl Friedrich". Encyclopædia Britannica (英語). Vol. 1 (11th ed.). Cambridge University Press. p. 39.
- S. M. Helm: Carl Friedrich Abel, Symphonist.  London 1953